# Тіаго Сімон
Тіаго Сімон (порт. Thiago Simon, 3 квітня 1990) — бразильський плавець.
Учасник Олімпійських Ігор 2016 року.
Переможець Панамериканських ігор 2015 року.
Призер Південнамериканських ігор 2014 року.